# Puerto de Chancay
El puerto de Chancay es un terminal portuario peruano de alta capacidad, localizado en el distrito de Chancay, provincia de Huaral, a unos 75 km al norte de la ciudad de Lima, en la región homónima. Reconocido como el primer puerto inteligente y automatizado de Sudamérica, esta infraestructura busca impulsar la conectividad de Perú con mercados internacionales, especialmente con Asia y, en particular, con China. 
Fue desarrollado como una iniciativa privada de uso público y es gestionado por Cosco Shipping Ports, una empresa china que posee el 60% de la inversión, mientras que el 40% restante corresponde a Volcan Compañía Minera, una empresa minera peruana.
La construcción del puerto ha contado con una inversión inicial de 1,300 millones de dólares, lo que ha permitido completar la primera fase del proyecto. Esta fase incluye la edificación de cuatro muelles, un complejo administrativo, servicios logísticos y un túnel de casi dos kilómetros de longitud. La segunda etapa de inversión contempla una ampliación hasta de 3,500 millones de dólares y está prevista para completarse en 2032.
El puerto fue inaugurado oficialmente el 14 de noviembre de 2024 en el marco del Foro de Cooperación Económica Asia-Pacífico (APEC). Debido a medidas de seguridad, el evento se realizó de manera virtual desde el Palacio de Gobierno y contó con la participación del presidente de la República Popular China, Xi Jinping.
A pesar de la inauguración, el puerto aún no ha comenzado a operar comercialmente, actualmente se encuentra en fase de pruebas o "marcha blanca", un proceso que se extenderá por seis meses, hasta completar la instalación de todos los equipos y sistemas necesarios para su funcionamiento operativo.

## Historia

### Orígenes
El pueblo de Chancay fue fundado en 1562 por instrucciones del virrey del Perú Diego López de Zúñiga y Velasco, bajo el nombre de Villa de Arnedo, cambiando a su nombre actual en 1757. Posteriormente, durante el proceso de independencia del Perú, el libertador José de San Martín creó la provincia de Chancay sobre el territorio de  lo que es actualmente las provincias de Huaura, parte de Huaral y Barranca.mediante el Estatuto y Reglamento Provisional, dictado el 12 de febrero de 1821.. La capital de la provincia de Chancay fue la ciudad de Huacho, posteriormente, se crea la provincia de Huaral que se desmembra de la antigua provincia de Chancay y el distrito pasa a ser parte de la provincia de Huaral. En el siglo XIX, durante la guerra del Pacífico, el puerto de Chancay sufrió el asedio y el bombardeo de los buques chilenos, siendo también escenario del hundimiento de la goleta chilena Covadonga.

### Proyecto de puerto comercial
En el año 2007, el exalmirante de la Armada peruana Juan Ribaudo de la Torre concibió la idea de construir un gran puerto comercial al sur del antiguo muelle de Chancay, para lo cual fundó la empresa Chancay Port (CHP), aportando los terrenos donde se ejecutaría la obra. En 2011, Ribaudo y su empresa se asociaron con la peruana Volcan Compañía Minera S. A. A., constituyendo la empresa Terminales Portuarios Chancay S.A.(TPCH) con el objetivo de desarrollar el proyecto portuario, el cual constaría de un terminal portuario multipropósito y de una zona de actividades logísticas. Tras el fallecimiento de Ribaudo, Volcan adquirió el 100 % de la propiedad del proyecto y, en 2016, inició en solitario la ejecución de la primera etapa, en la cual estimó invertir 460 millones de dólares. Sin embargo, considerando que la ejecución completa de la obra demandaría cerca de 1800 millones de dólares, Volcan inició la búsqueda de un socio estratégico.
En 2019, Volcan Compañía Minera S. A. A. y la empresa china Cosco Shipping Ports anunciaron la suscripción de un acuerdo de asociación empresarial para el desarrollo conjunto del proyecto. El ingreso de la empresa china implicó la reformulación y expansión del proyecto, el cual abarcaría un nuevo diseño, el desarrollo de la ingeniería, la construcción y la operación de lo que ahora sería un mega complejo portuario, incrementándose la inversión total estimada a 3000 millones de dólares. Como consecuencia de la inyección de capital por parte de Cosco Shipping Ports, esta empresa pasó a poseer el 60 % de participación en el proyecto, mientras que la peruana Volcan redujo su participación al 40 %. Asimismo, la compañía fue renombrada de Terminales Portuarios Chancay S.A. a Cosco Shipping Ports Chancay Perú S.A.

### Inauguración
El 14 de noviembre de 2024, en una ceremonia virtual desde el Palacio de Gobierno en Lima y en enlace con el terminal marítimo, la presidenta de Perú, Dina Boluarte, y el mandatario chino, Xi Jinping, presidieron a distancia la inauguración del Puerto de Chancay. El canciller peruano Elmer Schialer había confirmado previamente que se realizaría por «motivos de seguridad». Tras las palabras de los mandatarios, se procedió a la descarga de un contenedor desde una nave acoderada en el muelle, dando así inicio al periodo de «marcha blanca» del terminal.
Con la inauguración se ha previsto la formación de una Zona económica especial por unos años que fue objeto de debate entre los ministerios del Gobierno y el Congreso.

## Características
El puerto de Chancay presenta importantes ventajas comparativas frente a los demás puertos del Pacífico sur. Con una extensión de aproximadamente 142 hectáreas, se posiciona como el puerto de mayor envergadura en la región. Su ubicación estratégica en la costa central del Perú, cercana al puerto del Callao, al aeropuerto internacional Jorge Chávez, y al corredor interoceánico Amazonas Centro del IIRSA son parte de las ventajas del puerto.  
Asimismo, su calado natural de más de 17 metros de profundidad, permitirá la operación de buques de hasta 24,000 TEUs, con la capacidad de manejar hasta 1 millón de TEUs en su primer año de operación y hasta 1.5 millones de TEUs en el segundo.  
La primera etapa de inversión incluye tres componentes:
1. Complejo de ingreso: Es un área de 32 hectáreas diseñada para recibir los camiones de carga. Incluye una zona de inspección aduanera, oficinas administrativas, así como áreas dedicadas a servicios logísticos y de apoyo.
2. Túnel viaducto subterráneo: Un túnel de 1.8 kilómetros de longitud, 14 metros de ancho y 3 carriles vehiculares, que conecta el complejo de ingreso con la Zona Operativa Portuaria (ZOP). Su diseño optimiza el flujo de vehículos hacia las instalaciones portuarias.
3. Zona Operativa Portuaria (ZOP): Esta zona alberga 4 terminales, muelles, espigones, y canales de acceso marítimo. Además, cuenta con amplias áreas de almacenamiento para carga a granel y rodante, donde se llevan a cabo las principales actividades portuarias.

El puerto incorpora tecnología avanzada con sistemas automatizados para carga y descarga, vehículos eléctricos para mover contenedores, grúas automatizadas, radiofrecuencia para control de mercancías y redes de comunicaciones 5G, permitiendo operaciones las 24 horas del día.

## Impacto socioeconómico

### Económico
Según el Banco Central de Reserva del Perú (BCRP), se estima que en 2025, el Puerto Chancay podría contribuir hasta un 0.9% del Producto Bruto Interno (PBI) nacional. Además, el Ministerio de Producción proyecta que el puerto generará alrededor de 4,500 millones de dólares anuales, lo que representaría aproximadamente el 1.8% del PBI actual peruano.

### Comercio
Uno de los objetivos del Puerto Chancay es aliviar la congestión del Puerto del Callao, el principal puerto comercial del Perú. Si bien inicialmente competirá con el Callao, se espera que ambos puertos se complementen una vez que se desarrolle el corredor logístico. El Organismo Supervisor de la Inversión en Infraestructura de Transporte de Uso Público ha establecido tarifas al Puerto Chancay para evitar que su competidor sufra pérdidas económicas.
El Puerto Chancay también reducirá el tiempo de transporte hacia Asia, especialmente hacia China. Se estima que el tiempo de tránsito hacia este destino disminuirá entre 10 y 12 días, y los costos logísticos se reducirán en un 15%. Este avance en la conectividad será particularmente beneficiosa para las exportaciones peruanas de productos agroindustriales y pesqueros que requieren cadena de frío.
A nivel regional, la mejora en las rutas comerciales permitirá que el Puerto Chancay se convierta en un punto estratégico para la integración de las economías de América Latina y Asia. Países como Chile, Ecuador y Colombia podrán acceder directamente al mercado asiático, mientras que Brasil, el mayor exportador de la región, se beneficiará de una significativa reducción en los costos logísticos.
Además, la reducción en el tiempo de transporte no solo beneficiará a las exportaciones peruanas, sino que también permitirá que los importadores peruanos accedan a una mayor variedad de productos industriales de China a precios más competitivos, particularmente, en el sector automotriz.

### Nuevos mercados e industrias locales
A nivel local, el distrito de Chancay está compuesto mayoritariamente por micro y pequeñas empresas (MYPE) que desarrollan actividades comerciales, de transporte, almacenamiento, telecomunicaciones, servicios de salud, entre otras. La densidad empresarial elevada en Chancay muestra un negocio cada 4 metros.
El Puerto Chancay está proyectado para impulsar nuevas oportunidades de negocios, ya que las empresas locales podrán importar productos a precios más competitivos, lo que promoverá el crecimiento de sectores como el comercio, los servicios, y las industrias locales. Este impulso a las actividades comerciales también contribuirá al desarrollo de nuevas tiendas, centros de servicios y establecimientos para atender tanto a residentes como a los trabajadores de las nuevas áreas industriales.
En este contexto, uno de los proyectos complementarios es el Chancay Park, un parque logístico industrial que se desarrollará en cuatro etapas con una inversión estimada entre 250 y 300 millones de dólares, y desempeñará un papel clave en la dinamización económica de la región. Se espera que con la entrada en operación del puerto y sus actividades complementarias, este parque logístico genere aproximadamente 20,000 puestos de trabajo directos e indirectos.
La primera etapa está destinada al desarrollo logístico y almacenamiento, mientras la fase dos y tres se enfocarán en el desarrollo industrial. La última etapa contempla el desarrollo inmobiliario, proyectado hacia 2030, sujeto a la evolución de la demanda.

### Empleo
Durante la etapa de construcción del puerto, se han generado 1,500 empleos directos y 7,500 indirectos. Para promover el empleo local, el Ministerio de Trabajo y Promoción del Empleo (MTPE) ha implementado un Centro de Empleo en Chancay, ofreciendo una bolsa de trabajo, asesorías para la búsqueda de empleo, y capacitación en competencias demandadas por el puerto y empresas asociadas. Además, se han firmado convenios con la Municipalidad Distrital de Chancay y el Gobierno Regional de Lima para fomentar becas académicas y asesorías en carreras técnicas, especialmente en el sector portuario.
Una vez en operación, se espera que el Puerto Chancay genere una alta demanda de profesionales en áreas como logística, ingeniería industrial, mecánica y mecatrónica. En respuesta, la Universidad Nacional Mayor de San Marcos (UNMSM) abrirá en marzo de 2025 la Escuela Profesional de Administración Marítima y Portuaria en su sede de Huaral, cerca del puerto, para formar especialistas en comercio exterior, logística y gestión portuaria. Además, la UNMSM proyecta un centro de operaciones y mantenimiento de embarcaciones.

### Desarrollo urbano
En 2024, la población del distrito de Chancay asciende a 65,127 habitantes, y se prevé que experimentará un crecimiento en los próximos años, alcanzando los 78,944 habitantes para 2034. Este aumento demográfico está directamente relacionado con la construcción del megapuerto, que ha generado altas expectativas económicas y ha tenido un impacto directo en el mercado inmobiliario local. En un contexto donde el precio del metro cuadrado rondaba antes los 2 dólares, hoy en día, los valores en áreas periurbanas pueden llegar hasta los 1,000 dólares, lo que refleja un dinamismo inmobiliario considerable, aunque también podría estar distorsionando el mercado.
Para mejorar la conectividad, el gobierno ha concluido importantes obras de infraestructura vial, como la carretera Canta–Huayllay, que mejora el transporte de productos agrícolas y ganaderos hacia el puerto y contribuye a descongestionar la Carretera Central. También se están llevando a cabo proyectos como el Ferrocarril Lima–Barranca, la Vía Evitamiento Chancay–Chancayllo, los cuales buscan garantizar una mayor fluidez vehicular y seguridad en la zona.
El Ministerio de Vivienda y Construcción (MVCS), en colaboración con la Municipalidad Distrital de Chancay han desarrollado el Plan de Desarrollo Urbano 2024-2034 (PDU) que propone estrategias para el desarrollo urbano del distrito de Chancay. Entre las iniciativas destaca la creación del malecón "Costa Azul" de 8 km de extensión, inspirado en la Costa Verde de Lima, así como el desarrollo de nuevas playas recreativas, un parque eco-arqueológico y espacios públicos con una inversión de más de S/ 2,000 millones.

### Mercado financiero
Desde el 23 de mayo de 2024, las acciones de Chancay, gestionadas por Inversiones Portuarias Chancay (IPCH), empresa independiente encargada de su cotización en la Bolsa de Valores de Lima, generaron gran expectativa, especialmente entre los inversionistas minoristas, es decir, personas naturales. En las semanas previas a la inauguración del puerto, el precio de las acciones aumentó, y el volumen de transacciones se duplicó.

## Desafíos y controversias
El desarrollo del Puerto Chancay ha abierto oportunidades económicas para el Perú, pero también ha generado una serie de desafíos y controversias en áreas sociales, de infraestructura, ambientales y políticas.
La construcción del puerto ha generado diversos inconvenientes para las comunidades cercanas. En particular, los trabajos de construcción del túnel subterráneo han provocado daños en la infraestructura local, como rajaduras y hundimientos en las viviendas. En 2022, una sección del túnel que intercomunica el puerto con el antepuerto vehicular colapsó debido a errores constructivos, afectando a más de diez viviendas en la superficie. Posterior a ello, en mayo de 2023, un hundimiento en la zona de Peralvillo, en Chancay, afectó a 18 viviendas. Varios residentes reportaron que sus viviendas presentaron daños desde 2021.
En noviembre de 2024, a pocos días de la inauguración del puerto, el alcalde Juan Álvarez Andrade solicitó ayuda al Estado para poner en marcha las iniciativas necesarias debido a las limitaciones de infraestructura de la localidad de Chancay. Los vecinos siguieron denunciando daños estructurales en sus viviendas, como hundimientos y grietas, y la disminución del número de visitantes.

### Brechas en infraestructura y servicios
El crecimiento demográfico representa un desafío significativo en términos de infraestructura básica y servicios esenciales. El distrito de Chancay enfrenta serias carencias de infraestructura vial. Solo 39.4% de las vías se encuentran pavimentadas, lo que limita el acceso y la movilidad en la zona. Además, el acceso a Chancay por la Panamericana Norte está altamente saturado, con un índice de saturación superior a 0.82, lo que indica que las carreteras están cerca de su capacidad máxima. Se espera que esta congestión se intensifique con el funcionamiento del puerto, con un aumento proyectado de hasta 2,500 vehículos de carga diarios hacia 2034.
En 2025, un puente que conecta con la ciudad colapsó y el Frente de Defensa por la Dignidad y Libertad de Chancay advirtió que esto podría deberse al impacto vehicular que ha traído el puerto de Chancay.
En cuanto a los servicios básicos, Chancay presenta deficiencias.  El 29% de la población de Chancay no tiene acceso a agua potable, cerca del 40% no accede a desagüe, y el 21% no cuenta con energía eléctrica. Asimismo, el distrito no cuenta con el servicio de gas natural. Además, el sistema de alcantarillado está en mal estado, con tuberías de hasta 30 años de antigüedad y con los 6 emisores deteriorados.
Para abordar estas deficiencias, el Plan de Desarrollo Urbano 2024-2034 (PDU) incluye proyectos priorizados como la construcción de establecimientos de educación universitaria y técnica, centros culturales y de salud, y sistemas integrados de transporte. A pesar de ello, aún no se ha definido la modalidad de ejecución ni la entidad encargada, aunque se espera que la Autoridad Nacional de Infraestructura (ANIN) asuma la ejecución de varios proyectos clave.

### Desafíos ambientales
El desarrollo del puerto ha generado controversias significativas, especialmente en relación con su Estudio de Impacto Ambiental realizado en 2020. Este estudio evalúa el impacto ambiental en tres áreas clave: calidad del aire, agua y suelo. Los resultados evidencian una incompatibilidad entre el proyecto y el entorno natural, especialmente en lo que respecta a la preservación de áreas ecológicas como el Humedal Santa Rosa.
El Humedal Santa Rosa, con una extensión de 78.7 hectáreas, es un ecosistema esencial para la conservación de diversas especies, especialmente aves migratorias. Sin embargo, las actividades portuarias han tenido un impacto negativo en este hábitat. El ruido y el movimiento de tierras han llevado a que muchas aves se desplacen más al sur, mientras que la altura de la laguna del humedal ha disminuido, afectando su capacidad de albergar vida silvestre.
Además, la construcción del megapuerto ha implicado excavaciones submarinas, que han causado el desplazamiento de especies marinas. Estas alteraciones en los fondos marinos han deteriorado el hábitat crítico para la reproducción de especies importantes para la pesca artesanal. Como consecuencia, los pescadores locales se verán obligados a buscar nuevas áreas de pesca, entrando en competencia con otros puertos, lo que podría afectar sus medios de subsistencia.

### Controversias políticas y económicas
El puerto Chancay ha sido un foco de controversias políticas, particularmente en relación con su titularidad privada y uso público. Esta modalidad implica que no se ha firmado ningún contrato entre la empresa china Cosco y el Estado. Cosco Shipping presentó una demanda en contra del Organismo Supervisor de la Inversión en Infraestructura de Transporte de Uso Público (Ositran), dado que consideran que el supervisor vulnera los derechos de la empresa. Asimismo, la empresa ha desconocido distintas competencias de Ositran.
En el ámbito fiscal, ha surgido un debate sobre el Impuesto a la Renta. Mientras que algunos gremios empresariales argumentan que no debería cobrarse este impuesto a Cosco, el Ministerio de Economía y Finanzas (MEF) sostiene que la empresa debe tributar, comenzando con una tasa del 5%, la cual aumentaría al 20% conforme a las recomendaciones de la Organización para la Cooperación y el Desarrollo Económico (OCDE). El no cobrar este impuesto, según el MEF, implicaría que el Estado estaría financiando a una empresa extranjera.
Finalmente, Estados Unidos ha expresado su preocupación de que el Puerto Chancay podría ser utilizado para recibir buques militares chinos, lo que representaría un riesgo para la seguridad de la mayor economía mundial. Según Laura Richardson, jefa del Comando Sur de la Armada de EE. UU., este proyecto podría tener un doble uso, tanto comercial como militar, lo que formaría parte de la estrategia de China para consolidar su presencia en Latinoamérica. En un comunicado posterior, Estados Unidos ha anunciado que se aliará con los puertos de Paita y Hueneme para comerciar con Perú.

### Otras controversias
El megapuerto de Chancay, una inversión de 3,600 millones de dólares destinada a convertirse en el principal hub comercial entre Sudamérica y Asia, enfrenta una grave crisis de seguridad marcada por extorsiones, asesinatos y un alarmante vacío policial. Según reportes oficiales, en lo que va de 2025 se han registrado 14 homicidios vinculados al proyecto, junto con un incremento del 320% en delitos en la zona en comparación con 2024. Empresarios denuncian un sistema de extorsión generalizado, con 42 casos formalizados ante la fiscalía, mientras que la presencia policial resulta insuficiente, con solo 12 agentes asignados de manera permanente al complejo.
Testimonios de contratistas revelan que grupos criminales, como uno autodenominado "Los Portuarios", exigen pagos que van desde 2,000 hasta 50,000 dólares bajo amenazas de sabotear equipos o atacar a trabajadores. "Incendiaron dos volquetes de una empresa que se negó a pagar", relata un contratista bajo anonimato. Pese a las denuncias, las investigaciones avanzan con lentitud.
La policía admite su incapacidad para contener la ola criminal: con un solo patrullero para 1,100 hectáreas, los delincuentes operan con impunidad, usando radios y drones para evadir controles. El modus operandi incluye la infiltración de obreros para identificar víctimas, el cobro de "cupos" de protección y el control coercitivo del transporte de materiales. Las autoridades reconocen la urgencia de reforzar la seguridad, pero la falta de presupuesto obstaculiza una respuesta efectiva, dejando en riesgo el futuro de este estratégico proyecto.